# 普拉多大道 (哈瓦那)
普拉多大道（Paseo del Prado）是位於古巴哈瓦那的一条街道。靠近昔日哈瓦那城牆的位置，以及中哈瓦那和哈瓦那旧城之間的分界線，該街道周遭設立了許多古巴重要的建築物。

## 概要
普拉多大道是中哈瓦那与哈瓦那旧城之间的分界线。从技术上讲，普拉多大道包括整个马蒂大道，包括：
- 从马莱孔（海滨大道，Malecón）的圣萨尔瓦多拉蓬塔要塞（Fortaleza San Salvador de la Punta）南延伸到海神街。
- 沿中央公园（Parque Central）西侧的街道。
- 国会大厦（El Capitolio）东侧的街道。
- 印第安女神泉（Fuente de la India）周围的区域。

1772年，法国景观设计师让 - 克洛德·尼古拉·弗赖斯设计了长廊，两旁是树木和大理石长凳。林荫大道两旁排列着重要的建筑物，例如模仿马德里，巴黎和维也纳风格的建築物，最著名的建築包括哈瓦那大劇院、塞維利亞酒店、薩拉托加酒店、电影院，剧院等。普拉多是在哈瓦那第一条铺砌的街道。1929年兴建国会大厦时，曾拆除了部分街道。
20世纪50年代，富有的家庭已经离开普拉多大道，迁往Miramar、Vedado和Siboney。古巴革命后，这条街和许多建筑在疏於管理的情況下处于年久失修的状态。直到21世纪初，在大道的东南端建成高档的中央公园酒店，但部分建築物依然處於廢墟狀態。

## 圖庫

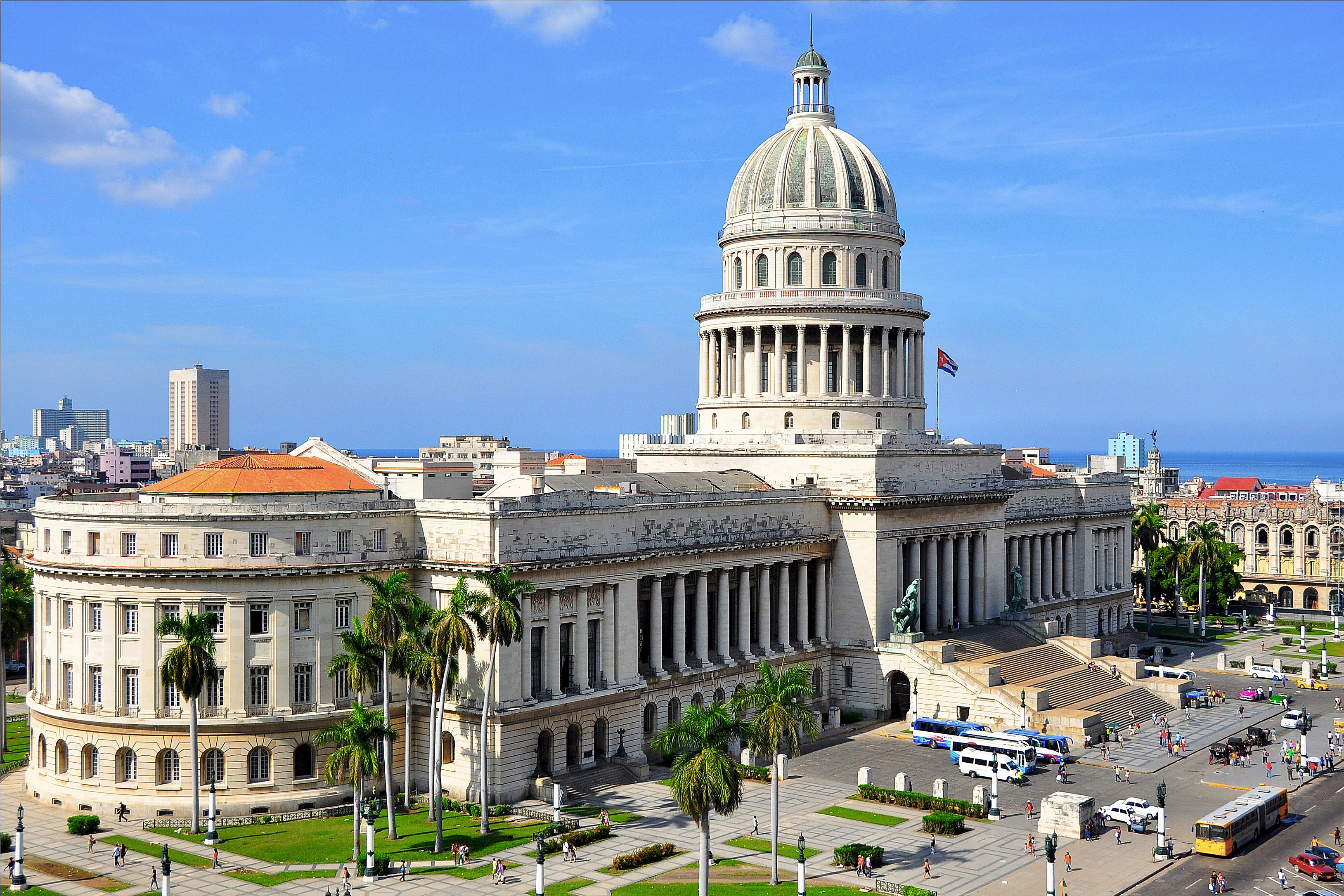
旧国会大厦
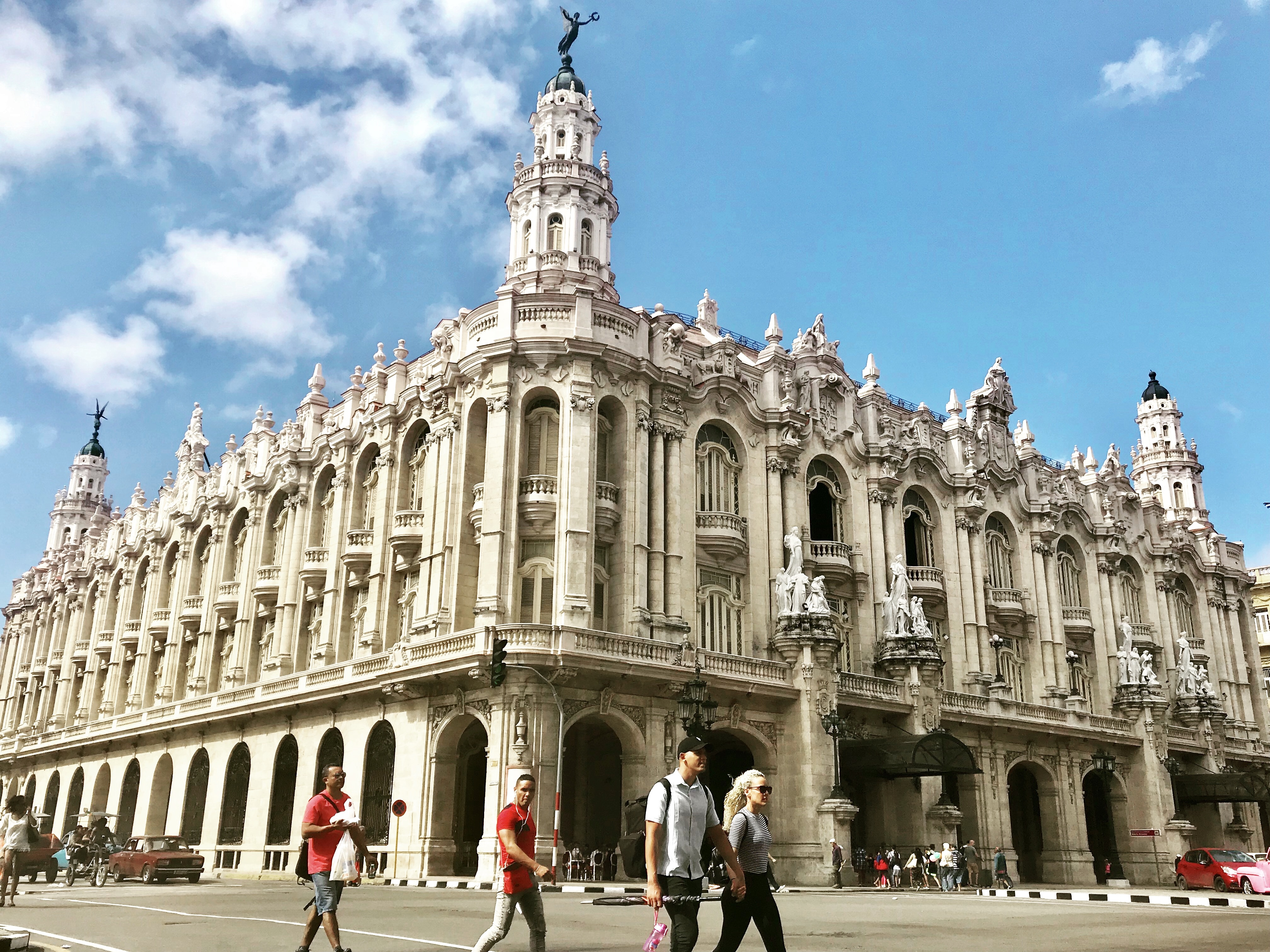
哈瓦那大剧院
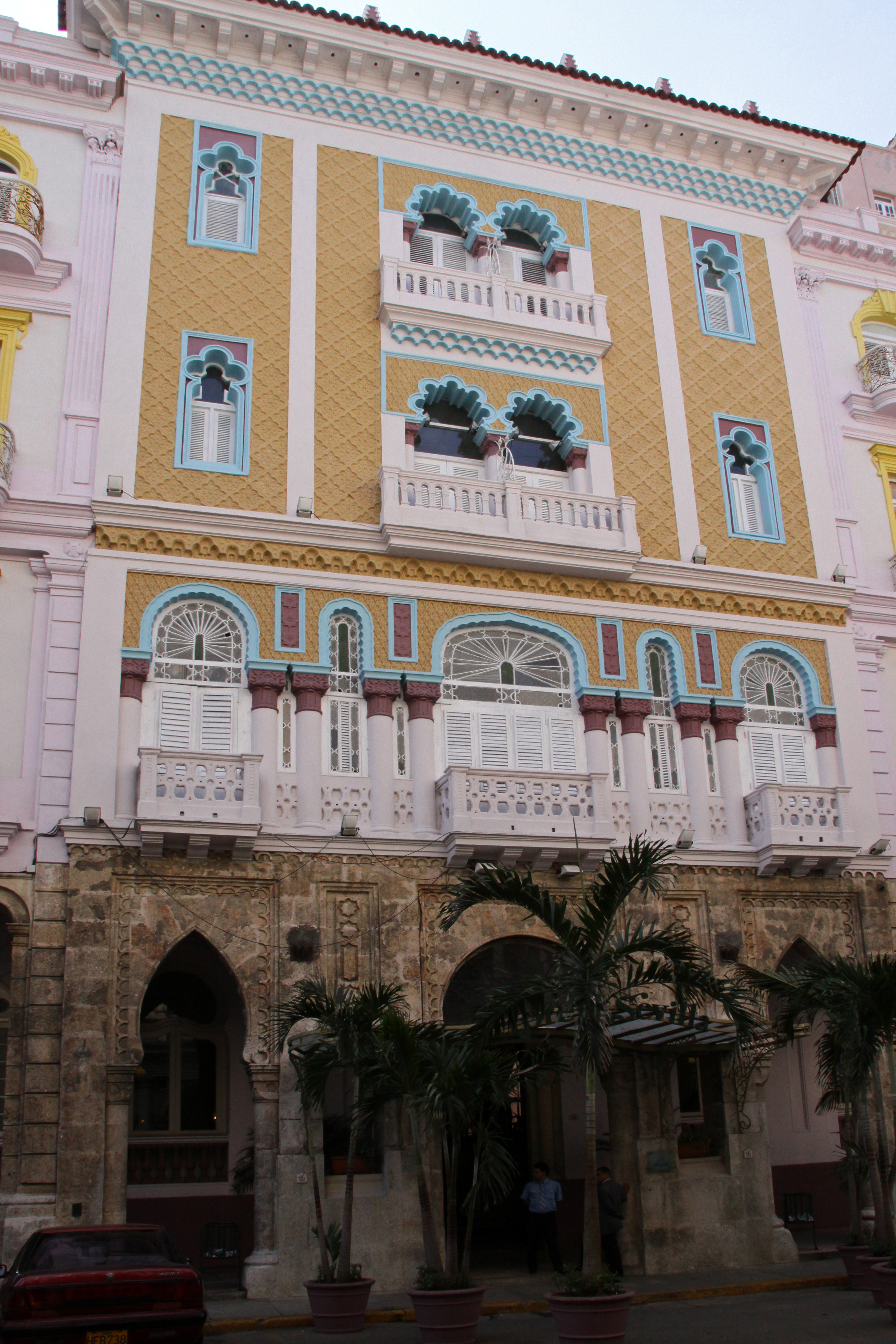
塞維利亞酒店
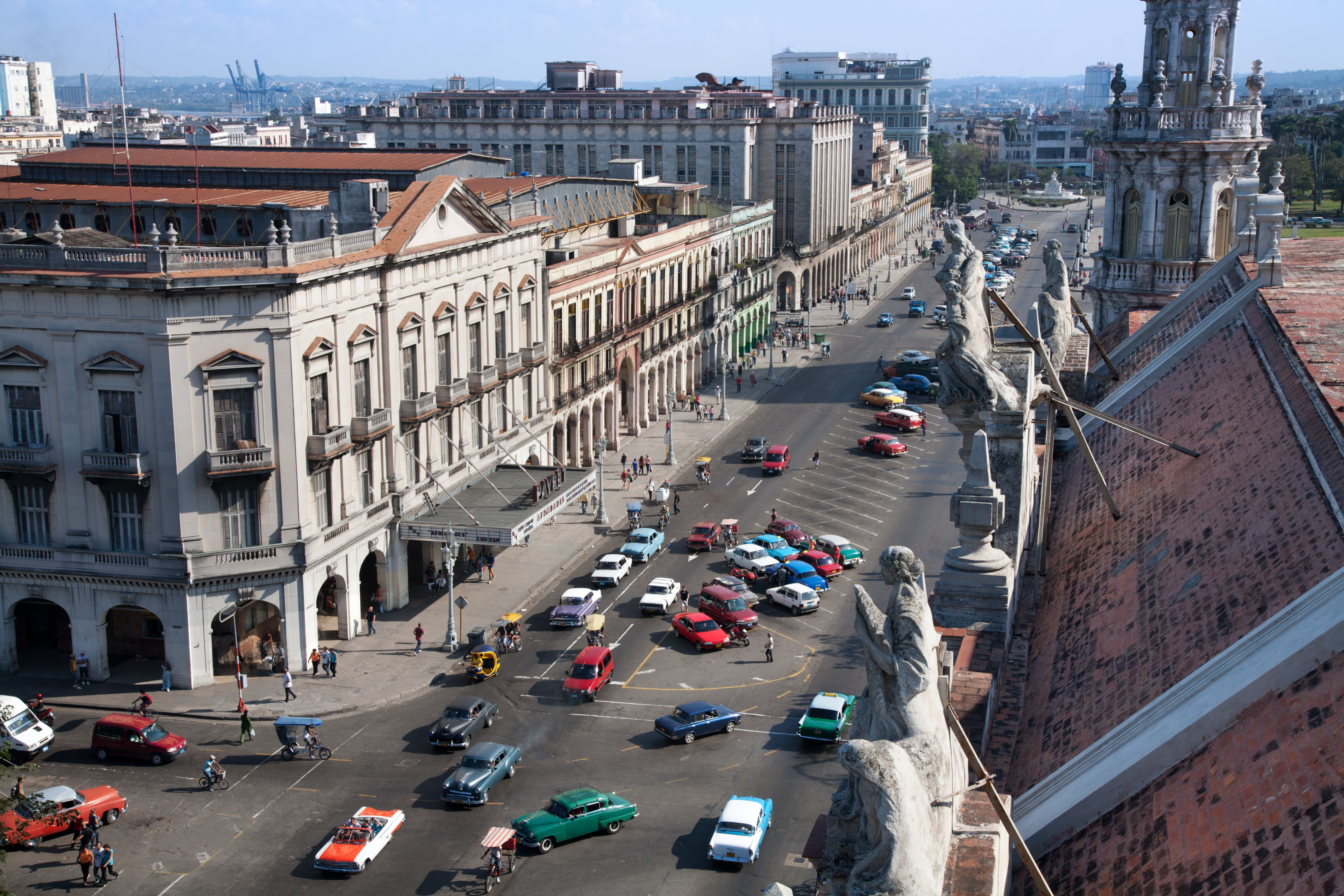
從哈瓦那大剧院的屋頂到佩雷特劇院和馬蒂大道的景色
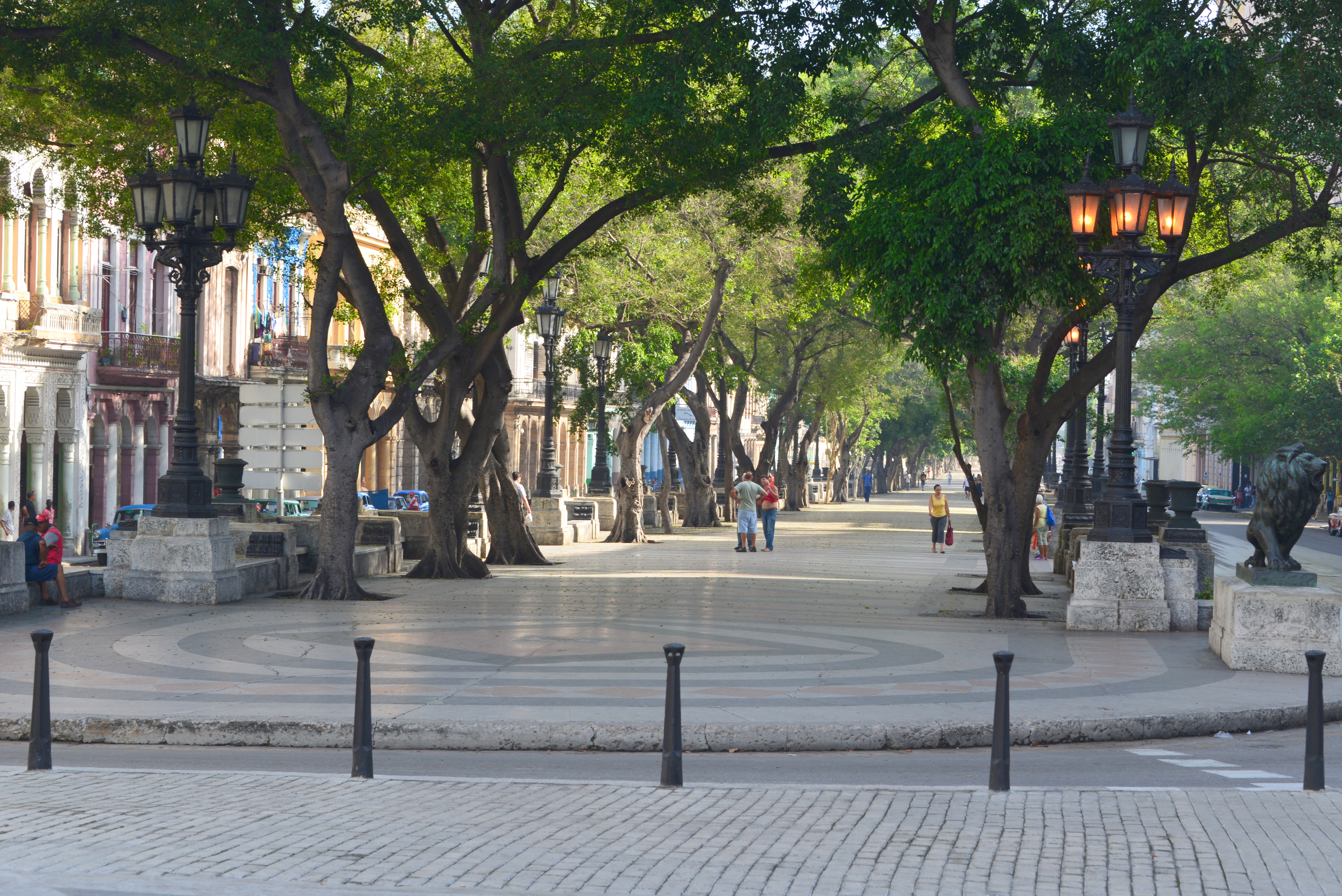
普拉多大道